# Nusa ingwavuma
Nusa ingwavuma är en tvåvingeart som beskrevs av H. Oldroyd 1974. Nusa ingwavuma ingår i släktet Nusa och familjen rovflugor. Inga underarter finns listade i Catalogue of Life.